# گیدو داوی
گیدو داوی (انگلیسی: Guido Davì؛ زادهٔ ۱۶ سپتامبر ۱۹۹۰) بازیکن فوتبال اهل ایتالیا است.
از باشگاه‌هایی که در آن بازی کرده‌است می‌توان به باشگاه فوتبال یووه استابیا، باشگاه فوتبال پالرمو، و باشگاه فوتبال بنونتو اشاره کرد.